# BSV Leeden-Ledde
Der Ballsportverein Leeden-Ledde (vollständiger Name: Ballsportverein Westfalia von 1947 in Leeden und Ledde e.V., Kurzform: BSV Leeden-Ledde) ist ein Mehrspartensportverein in der Region Tecklenburger Land (Kreis Steinfurt) in Nordrhein-Westfalen. Mit rund 2800 Mitgliedern ist er der zweitgrößte Sportverein des Kreises.
Der Verein wurde 1947 als Fußballverein gegründet, bietet heute jedoch in Leeden, Ledde, Tecklenburg und Umgebung ein breites Angebot in zehn verschiedenen Sportarten. Daher beschränkt der Verein sich nicht nur auf sportliche Aktivitäten, sondern bietet eine Vielfalt von kulturellen, sozialen und sportlichen Veranstaltungen.

## Geschichte
In der Gründungsversammlung am 7. Juli 1947 mit ca. 40 Teilnehmern wurden die Satzung und der Finanzierungsplan incl. Mitgliedsbeiträge beschlossen und der Vorstand gewählt. Als Vereinsnamen bestimmten die neuen Mitglieder „Ballsportverein Westfalia Leeden“.
Bei der ersten Generalversammlung im Januar 1948 zählte der Verein 106 Mitglieder, davon 28 Frauen, 48 Männer und 30 Jugendliche.
Mit Hilfe einer englischen Pioniereinheit wurde 1965 eine neue Sportanlage geschaffen und das Habichtswaldstadion am 24. Juli 1965 dem Verein übergeben.
Am 17. Januar 1972 wurde eine neu errichtete Turnhalle im Rahmen einer Feierstunde ihrer Bestimmung übergeben. Mit der Nutzung dieser Sportstätte wuchsen die Aktionsbereiche des Vereins – mit inzwischen 400 Mitgliedern – in neue Dimensionen. Der BSV wurde in eigenständige Sportabteilungen gegliedert. Mit der umfangreichen Palette der Sportangebote war er ein Breitensportverein geworden. Neben Kinderturnen, Basketball, Gymnastik und Ausgleichssport wurden auch bald Tischtennis (ab 1978), sowie Tennis und Volleyball (ab 1979) angeboten.
Der Beitritt der Ledder Werkstätten am 1. Oktober 1988 als eigenständige Abteilung Behindertensport war ein weiterer Meilenstein in der Vereinsgeschichte. Mit der Anerkennung als Behinderten-Sportgemeinschaft durch das Landesversorgungsamt NW am 1. August 1990 erhielten die Ledder Werkstätten die Berechtigung, Rehabilitationssport im Sinne des Bundesversorgungsgesetzes durchzuführen. Im Jahre 1997 betrieben 250 Mitglieder aktiven Sport, davon über 160 Rehabilitationssport nach ärztlicher Verordnung. Dieser Arbeitszweig gilt als Modellfall und war seinerzeit bundesweit richtungweisend.

## Abteilungen
Der BSV Leeden-Ledde hat zurzeit folgende Abteilungen:
Basketball, Behindertensport, Bogensport, Fußball, Gesundheitssport, Hallensport, Nordic Walking, Taekwondo, Tennis, Tischtennis und Volleyball.

## Sportliche Erfolge

### Tischtennis
In der Spielzeit 1985/86 errang die 1. Jugendmannschaft die Vizemeisterschaft in der Jugend-Verbandsliga, der damals höchsten Jugendklasse. 1996/97 spielten die 1. Herrenmannschaft in der Bezirksklasse und die 2. Herrenmannschaft in der l. Kreisliga.

### Volleyball
Nach wechselhaften Erfolgen 1980 bis 1987 in den Kreis- bzw. Bezirksklassen schaffte das 1. Frauen-Team 1990 den Aufstieg in die Landesliga. Nach einer grundlegenden Mannschaftsänderung 1991 und dem Neuanfang in der Bezirksliga gelang 1996 ein zweiter Aufstieg in die Landesliga. Die 1. Männermannschaft erkämpfte 1990 den Sprung in die Niedersachsenliga. Nach Änderungen in der Mannschaft und verstärktem Training führte der Weg in die Regionalliga Niedersachsens, die dritthöchste deutsche Leistungsklasse.
Der BSV Leeden-Ledde ist Träger der Spielgemeinschaft VCB Tecklenburger Land mit der 1. Männermannschaft (Tebu Volleys) in der 2. Volleyball-Bundesliga Nord.

### Behindertensport
Der BSV gilt derzeit als einziger Sportverein Deutschlands, dessen Behindertensportabteilung komplett aus einer anerkannten Behindertenwerkstatt – den Ledder Werkstätten – mit mehr als 1.000 Beschäftigten besteht.